# 아리랑 환상곡
아리랑 환상곡은 조선민주주의인민공화국 작곡가 최성환이 1976년에 작곡한 현대 클래식 음악이다. 한국 민요 " 아리랑 "을 기반으로 하며, 그 중 "본조아리랑"을 기반으로 한다.
1978년에는 일본 도쿄에서 아리랑 환상곡이 연주되었다.